# Héctor Masnatta
Héctor Masnatta  (Buenos Aires, 1921 - Punta del Este, Uruguay, 4 de febrero de 2007 ) fue abogado, ministro de la Corte Suprema de Justicia de Argentina y desempeñó otras funciones vinculadas al Estado. Escribió obras de carácter jurídico y en lo personal se lo conocía por su buen humor y como eficaz contador de chistes e historias.

## Actuación docente y judicial
Estudió  en la Facultad de Ciencias Jurídicas de la Universidad Nacional de La Plata donde se recibió de abogado en 1946 y, doce años después, se doctoró en la Universidad de Buenos Aires. Fue profesor de Derecho Civil de esta casa de estudios y dictó conferencias y realizó distintas publicaciones de carácter jurídico, principalmente sobre temas de esa disciplina, pero también sobre la vida del Estado y del poder. 
Durante la dictadura autodenominada Revolución Libertadora fue relator letrado jefe de la Fiscalía de Estado de la provincia de Buenos Aires entre 1956 y 1958 y asesor del Ministerio de Trabajo de la Nación entre 1956 y 1957. Más adelante fue asesor del Ministerio de Educación y Justicia entre 1963 y 1966 y del gobierno de la provincia de Buenos Aires durante la gestión de Antonio Cafiero.
En junio de 1973 fue nombrado por el presidente Héctor José Cámpora para ocupar un lugar como vocal de la Corte Suprema de Justicia de la Nación y compartió el Tribunal, en distintos momentos con Ernesto Corvalán Nanclares, Manuel Arauz Castex, Agustín Díaz Bialet, Miguel Ángel Bercaitz, Ricardo Levene (hijo) y Pablo Ramella. En ese cargo 
participó en la redacción de los memorables fallos dictados en los casos Swift Deltec y Ford, relevantes en materia societaria e impositiva, respectivamente. 
Después de cesar en su cargo a raíz del golpe de Estado de 1976, Masnatta continuó sus muy buenas relaciones con el justicialismo. 
Fue abogado de Carlos Menem en la década de 1980 y durante el gobierno de Raúl Alfonsín negoció con Alberto García Lema, una reforma constitucional que nunca llegó a concretarse, porque el radicalismo interrumpió el proceso. Durante el gobierno de Menem Masnatta colaboró en la creación y presidió la Auditoría General de la Nación en 1993 y fue elegido por el justicialismo para integrar la convención constituyente de reforma de 1994, donde tuvo relevante actuación. Posteriormente fue consultor de relevancia del presidente Menem, cuando este aspiraba a buscar una tercera reelección consecutiva y llegó a proponer la realización de un plebiscito que respaldara esa posibilidad. También fue  asesor del presidente Néstor Kirchner y su informe fue determinante para apoyar la  reforma del Consejo de la Magistratura en 2006.
Masnatta, un experto en arbitrajes, especialmente internacionales, tuvo intervención en representación del Ente Binacional Yacyretá respecto de los multimillonarios reclamos por la construcción de la represa de Yacyretá-Apipé y representó al Estado argentino en el Tribunal de Controversias del Mercosur, convocado para intervenir en el reclamo uruguayo por los cortes de ruta en Entre Ríos a raíz de la construcción de las papeleras.
Desde junio de 2006 representaba al Estado argentino en el directorio de la empresa Repsol-YPF.
Héctor Masnatta falleció de un infarto en su casa de Punta del Este, Uruguay, lugar donde solía veranear, el 4 de febrero de 2007.

## Obras
- El Contrato Atípico
- El Contrato En El Derecho Soviético
- Hacia La Reforma Constitucional'
- Los Contratos De Transmisión De Tecnología
- Negocio Usurario (con Enrique Bacigalupo)
- La Autocontratación
- El Defensor General de la Nación: novedad constitucional y roles[1]